# 胡尔勒镇
胡尔勒镇，是中华人民共和国内蒙古自治区兴安盟扎赉特旗下辖的一个乡镇级行政单位。

## 行政区划
胡尔勒镇下辖以下地区：
哈日珠日和嘎查委会、查干木仁嘎查委会、诺勒嘎查委会、查干珠日和嘎查委会、沙巴尔图嘎查委会、丰屯嘎查委会、芒哈嘎查委会、胡尔勒嘎查委会、浩斯台嘎查委会和满都拉图嘎查委会。